# Exyston illinois
Exyston illinois är en stekelart som beskrevs av Mason 1959. Exyston illinois ingår i släktet Exyston och familjen brokparasitsteklar. Inga underarter finns listade i Catalogue of Life.